# Östlig flodabborre
Östlig flodabborre (Maccullochella ikei) är en sötvattensfisk i ordningen abborrartade fiskar som finns i några mindre floder i New South Wales, Australien.

## Utseende
En avlång fisk med gråbruna, ljus- till mörkgröna eller rent svarta mönster på olivgrön, gulgrön till varmgul botten. Buken är blekgrå. Som mest kan den bli 66 cm lång, men håller sig vanligen inom 40 till 50 cm och under 5 kg.

## Vanor
Den östliga flodabborren är en bottenlevande sötvattensfisk som föredrar klara, långsamt strömmande vattendrag med klippbotten och gott om gömställen som gamla stockar och liknande. Den leker under våren när vattentemperaturen når över  16°C.  Födan består av fisk, kräftdjur, grodor, vattenfåglar och till mindre del normalt landbaserade djur som ormar. Inte mycket mera är känt om arten, men den hävdar troligtvis revir och anses inte företa några längre vandringar.

## Utbredning
Historiskt sett var arten vanlig i de kustnära floderna Clarence, Richmond och Brisbane i nordöstra New South Wales i Australien, men den har gått starkt tillbaka, troligtvis redan sedan 1930-talet, och den sista fångsten i Richmondflodens flodsystem skedde 1971. Viss utsättning av odlad fisk har skett under 1990-talet, men det enda område där arten överlevt och förökat sig utan hjälp utifrån är Nymboida, Little Nymboida, Boyd och Manns flodsystem, alla bifloder till Clarencefloden.